# スービック湾
座標: 北緯14度47分 東経120度14分 / 北緯14.783度 東経120.233度

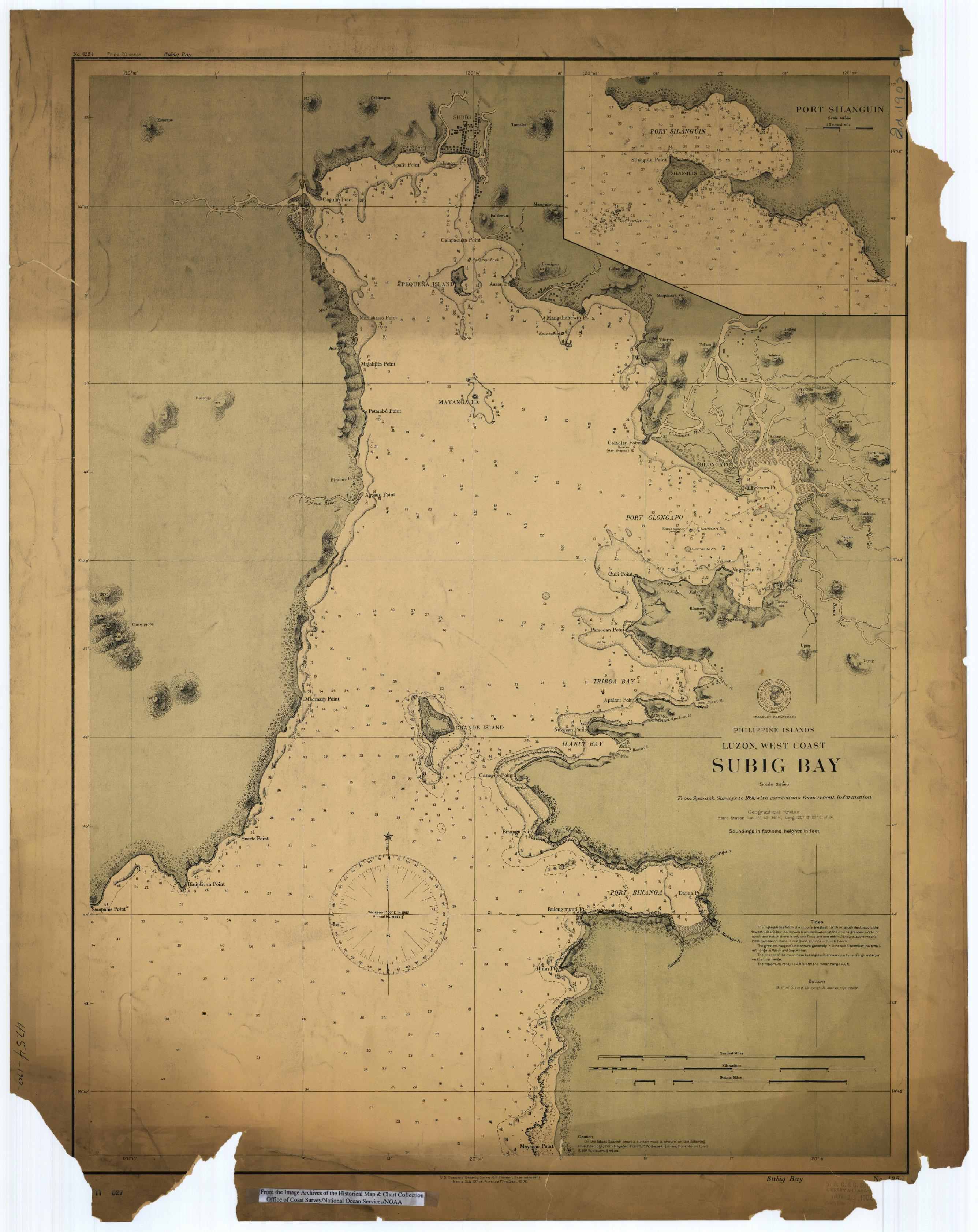
アメリカによって測量されたスービック湾の海図(1902年作図)

スービック湾(Subic Bay)はフィリピン・ルソン島中西部にある湾。マニラ湾より約100km北に位置し、南シナ海に面する。

## 概要
南北方向に伸びた湾であり、長さは約10km、幅約5km。湾口よりも湾奥のほうがやや広くなっている。湾の最奥、真北方向にスービックの町があり、北東にオロンガポの町がある。1885年にオロンガポにスペイン軍の艦船補修工場が設けられ、米西戦争後は、そこをアメリカ海軍が用いるようになった。ここはスービック海軍基地として、後に飛行場も備えたアメリカ海軍の主要基地の一つとなった。1992年の基地の閉鎖後はスービック経済特別区となっている。
2015年7月、フィリピン軍がスービック湾に戦闘機や艦船を駐留させる方針を固めた。 
同湾を軍事基地として再開し、中国の動きに対してより効果的に対応していく狙いがあるとされる。 
それに先立ち、同湾の監督庁と５月、一部施設について更新可能な１５年間の賃借契約を結んだ。
2000年代に入ると韓国などの企業が造船工場を建設。2018年には、韓進重工業がスービック湾の造船所で世界最大規模の大型コンテナ船を竣工させている。